# Colección Bate de instrumentos musicales

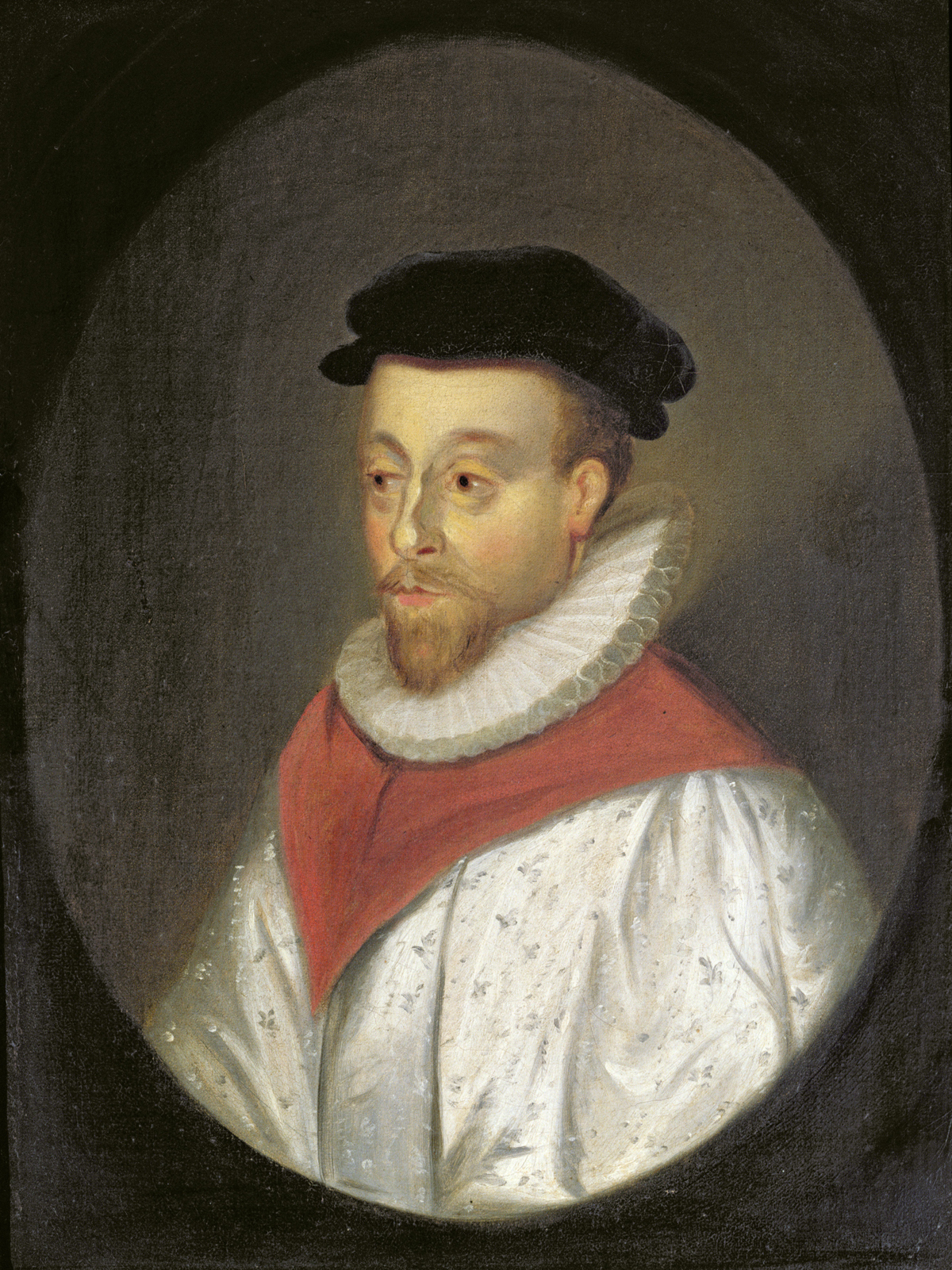
Se trata de una pintura del de Orlando Gibbons realizada por un pintor desconocido. La pintura se conserva en la Colección de la Facultad de Música de la Universidad de Oxford y solo se sabe que es una "copia de un original perdido que estuvo en posesión de una señora Fussell". Es una pintura al óleo y mide 33,5 x 25,4 cm.

La colección Bate de instrumentos musicales es una colección de instrumentos musicales históricos, la mayoría de música clásica occidental, desde la Edad Media hasta la actualidad. Se encuentra en la Facultad de música de la Universidad de Oxford cerca de Christ Church en St. Aldate's.

## Historia
La colección recibe el nombre de Philip Bate, quien la donó a la Universidad de Oxford en 1968, con la condición de que se usara con fines pedagógicos y dispusiera de un conservador especializado para que la cuidara y ofreciera conferencias sobre ella. La colección tiene también un archivo formado con documentos personales del sr. Bate.
La colección también hospeda otras colecciones sobre música como: la colección memorial de Reginald Morley-Pegge de trompas y otros instrumentos de viento de metal y madera; la colección Anthony Baines; la colección Edgar Hunt de flautas y otros instrumentos; la colección Jean Henry, la colección de teclados Taphouse; la colección Roger Warner de teclados; la colección Michael Thomas de teclados; numerosos instrumentos de la colección Jeremy Montagu; un taller completo del fabricante inglés de arcos William C. Retford, así como una pequeña colección de arcos creados en honor a su memoria, la colección Wally Horwood de libros y grabaciones, y otros instrumentos donados o comprados posteriormente.

## Acceso
La colección está abierta al público y está disponible para el estudio académico previa reserva. Frecuentemente hay actividades en las salas del museo y exhibiciones especiales. Se muestran más de mil instrumentos creados por los fabricantes ingleses, franceses y alemanes más notables, pudiendo apreciarse el desarrollo musical y mecánico de los instrumentos de viento y de percusión desde el Renacimiento hasta nuestros días.